# Artavasdes I de Armenia
Artavasdes I de Armenia fue hijo del Rey de Armenia, Artaxias I de Armenia, y de la Reina Satenik. Tras la muerte de su padre en 160/159 a. C., ascendió al trono de Armenia, territorio que gobernó entre los años 160/159 a. C. y 115 a. C.
Durante su reinado, Artavasdes rechazó varios intentos del Imperio Parto de invadir Armenia, pero fue derrotado por Mitrídates II, que anexionó los territorios que integraban Armenia del Este y tomó a su hijo, Tigranes, como rehén. A su muerte fue sucedido en el trono de Armenia por Tigranes I.
Según el historiador Cyril Toumanoff, Artavasdes fue el rey que, de acuerdo con los anales medievales georgianos, interfirió en Iberia a petición de un noble local, e instaló a su hijo, Arshak, en el trono de la región. De ese modo Artavasdes pudo ser el responsable de la institución de la Dinastía Artáxida de Iberia.
| Predecesor: Artaxias I | Rey Armenia (de la Dinastía artáxida) 159 a. C. - 115 a. C. | Sucesor: Tigranes I |